# Kopiering
Kopiering er den proces, der består i at foretage en nøjagtig gengivelse eller efterligning af et givent objekt. Kopiering kan ske gennem udarbejdelse af kopier af fysiske genstande, men kan også bestå i gengivelse af eksempelvis en tekst, et billede, en fil eller i overført betydning en proces eller en metode.
Kopiering af objekter, der er immaterialretligt beskyttet er undergivet juridiske begrænsninger. Ophavsretten begrænser mulighed for kopiering af ophavsretligt beskyttede værker, og lovgivningen om patenter begrænser mulighederne for at kopiere og udnytte tekniske løsninger.

## Elektronisk kopiering
Tastaturgenveje til kopiering kan anvendes ved at markere en fil, et billede eller et stykke tekst og trykke Ctrl+C. Det kan (gen)indsættes ved at trykke Ctrl+V. 

Evt. kan der i stedet for Ctrl+C tastes Ctrl+X, hvorved det pågældende man kopierer bliver fjernet (klippet) fra det sted man kopierer.